# 石垣真帆
石垣 真帆（いしがき まほ、1975年2月27日 - ）は、日本のフリーアナウンサー、気象予報士。元NHK契約キャスター。

## 経歴
東京都国立市出身。12星座はうお座。身長150cm（自称）。
大学卒業後アフラック生命保険に入社した。
2003年、NHK高知放送局キャスターとして活動を開始したのを皮切りに、大阪局、さいたま局、名古屋局、ラジオセンターで、17年に渡り活動した。現在はフリーで、講座講師やワークショップを主宰し、就活生指導、インタビューなど様々な活動をしている。
東日本大震災をきっかけに勉強し2012年に気象予報士の資格を取得した。防災士資格、ファイナンシャルプランニング2級、書道4段、色彩検定2級、健康気象アドバイザー資格等も所持する。2021年には小型車両系建設機械運転資格（3t未満）を取得した。

## 出演番組
- いきいきワイド とさ情報市（2003年度 - 2005年度、キャスター）
- お元気ですか日本列島（ぐるっとニュース・関西、2006年度・2007年度）
- かんさいニュース1番キャスター（2006年度・2007年度）
- さいたま情報ランチ、さいたま情報ランチプラス（2008年度・2009年度）
- ウィークエンドカフェ
- 日刊!さいたま〜ず（2010年度 - 2012年度）
- こんにちはいっと6けん
- 夕刊 ゴジらじ（2013年度 - 2017年度）
- ごごラジ!（2018年度・2019年度）
- NHKきょうのニュース（2019年9月24日 - 10月4日、気象情報）
- NHKジャーナル（同上）